# Expedição 6
Expedição 6 foi a sexta expedição à Estação Espacial Internacional (EEI) e a última com três tripulantes antes do desastre do ônibus espacial Columbia.
A sexta tripulação chegou a Estação a bordo do ônibus espacial Endeavour, na missão STS-113, em Novembro de 2002. Era esperado que a missão durasse quatro meses, terminando em Março de 2003, quando o ônibus espacial Atlantis, missão STS-114, iria voar até a Estação levando a tripulação da Expedição 7. Com o desastre do Columbia, os planos foram mudados e a tripulação permaneceu até Maio de 2003. Eles retornaram para a Terra na espaçonave Soyuz TMA-1 quando a reduzida tripulação da Expedição 7 foi entregue à ISS na espaçonave Soyuz TMA-2. Como se esperava que os ônibus espaciais ficariam fora de operação por dois anos, iniciou-se o transporte de cargas e tripulantes através das espaçonaves Progress (logística) e Soyuz (tripulantes) até a retomada dos voos dos ônibus espaciais.
A sexta tripulação da Estação Espacial Internacional retornou a Terra após as 10 p.m. EDT em Maio de 2003. Essa foi a primeira vez que astronautas americanos aterrissavam em uma espaçonave russa Soyuz.
O Controle de Missão russo reportou que, aproximadamente às 2:45 a.m. (4 de Maio), helicópteros encontraram a tripulação em bom estado de saúde. A cápsula desceu 276 milhas (444 km) longe do local planejado. Foi a primeira vez em que astronautas norte-americanos regressaram à Terra numa nave russa Soyuz.

## Tripulação
| Posição             | Tripulante       |                  |
| ------------------- | ---------------- | ---------------- |
| Comandante          | Kenneth Bowersox | Kenneth Bowersox |
| Engenheiro de voo 1 | Nikolai Budarin  | Nikolai Budarin  |
| Engenheiro de voo 2 | Donald Pettit    | Donald Pettit    |

## Parâmetros da Missão
- Massa: 187,016 kg
- Perigeu: 384 km
- Apogeu: 396 km
- Inclinação: 51.6°
- Período: 92 min
- Acoplagem: STS-113; 25 de novembro de 2002, 21:59 UTC
- Desacoplagem: Soyuz TMA-1; 3 de maio de 2003, 22:43 UTC
- Duração: 159 dias, 0 horas e 44 minutos

## Atividades Extra-Veiculares
A Expedição 6 realizou dois AEV, ambos a partir do módulo de despressurização Quest Airlock, usando trajes americanos (Extravehicular Mobility Units, ou EMUs). A tripulação estava programada para realizar somente uma AEV, mas uma segunda foi adicionada em 18 de Abril, para preparar  a Estação com vista a futuras missões de montagens.
Bowersox e Pettit acumularam 13 horas e 17 minutos de AEV baseadas na Estação.

## Galeria

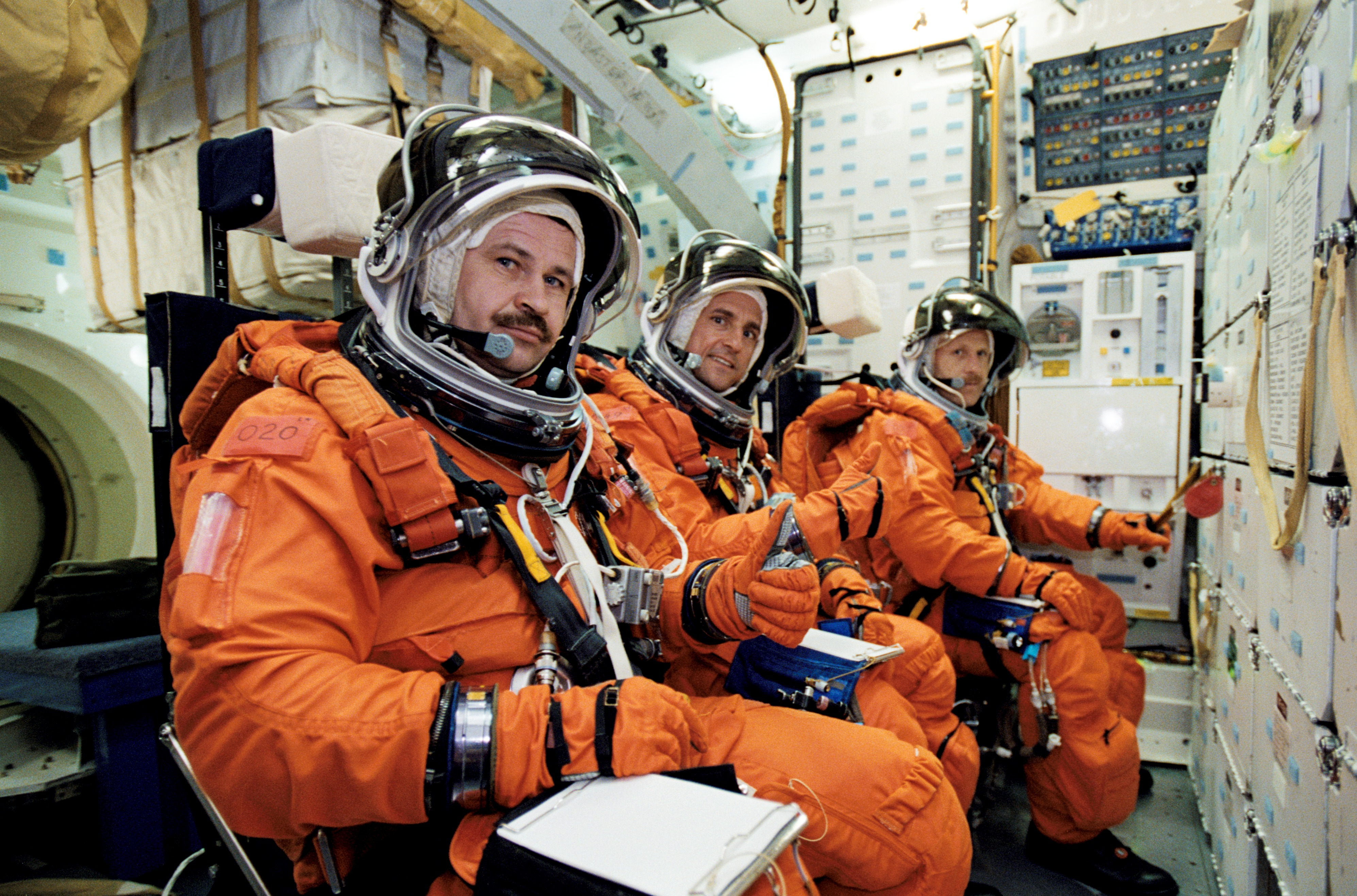
Bundarin, Petit e Bowersox em treinamento antes da missão.
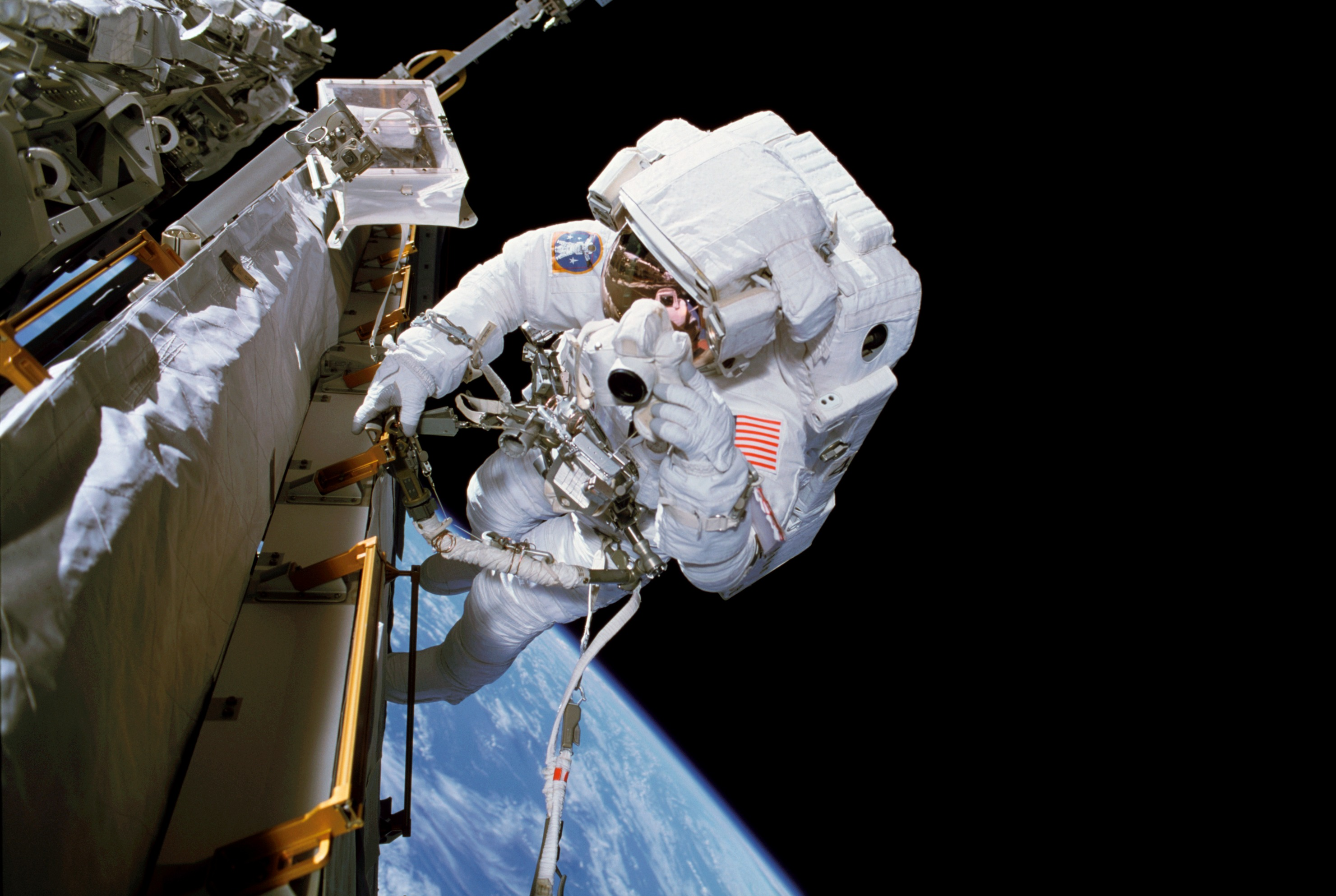
Donald Pettit em atividade extra-veicular, trabalhando na estrutura da ISS.
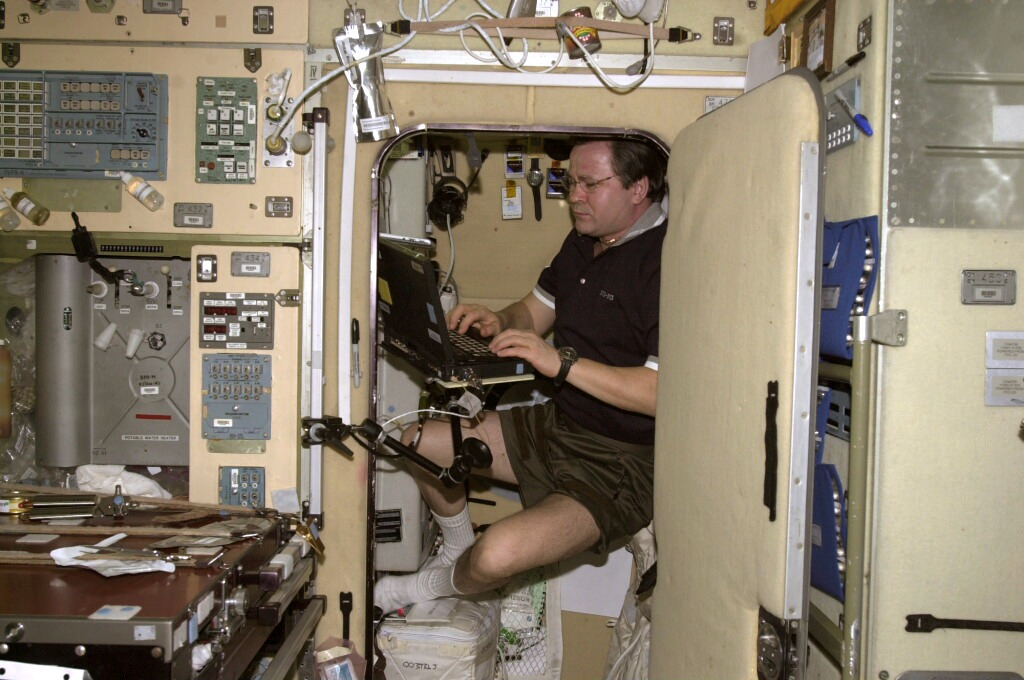
Nikolai Budarin flutua usando um computador no módulo Zvezda.
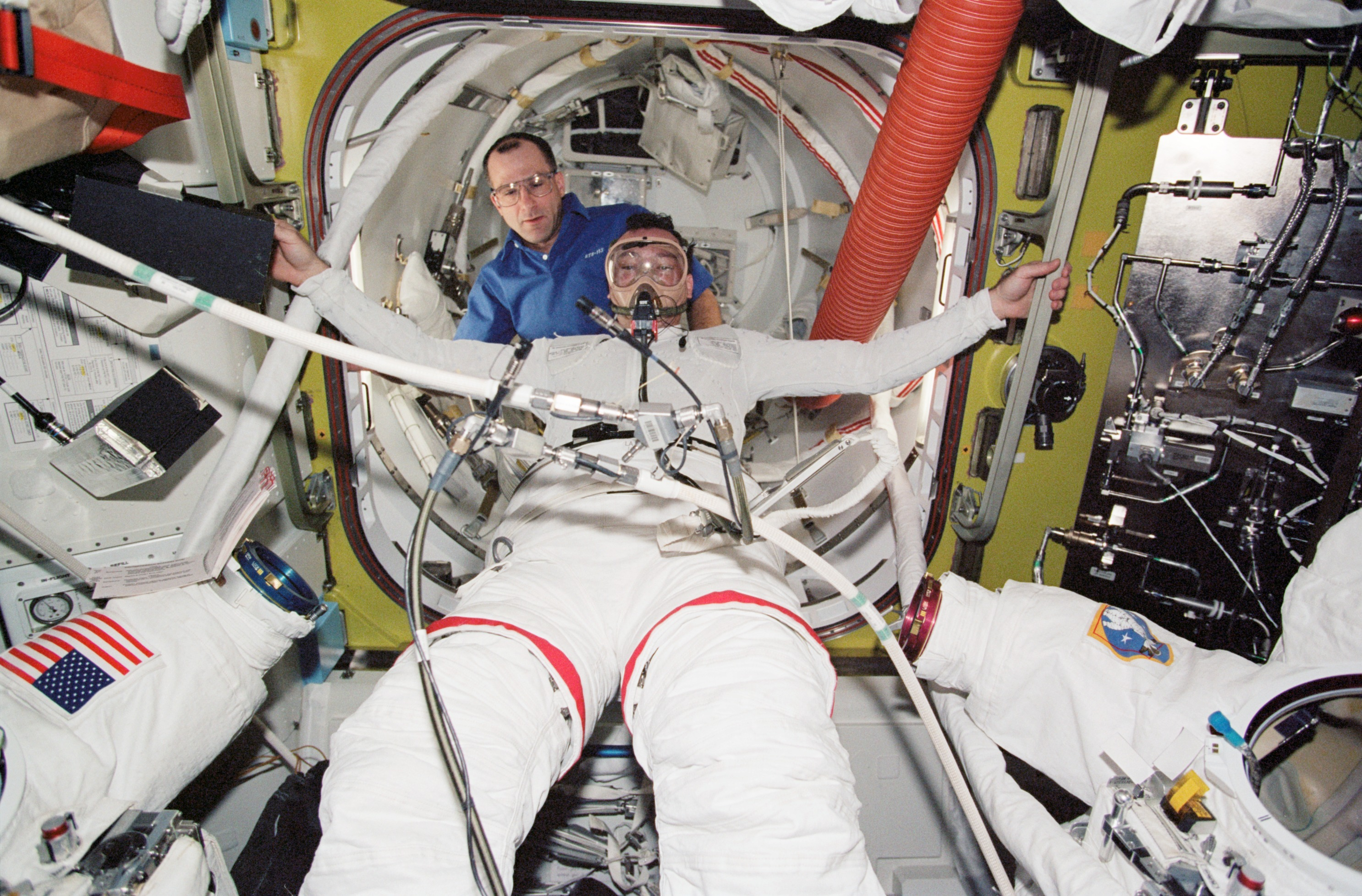
Petit trabalha num exercício de respiração pré-AEV com Michael Lopez-Alegria, da STS-113, durante visita da Endeavour à Expedição 6.
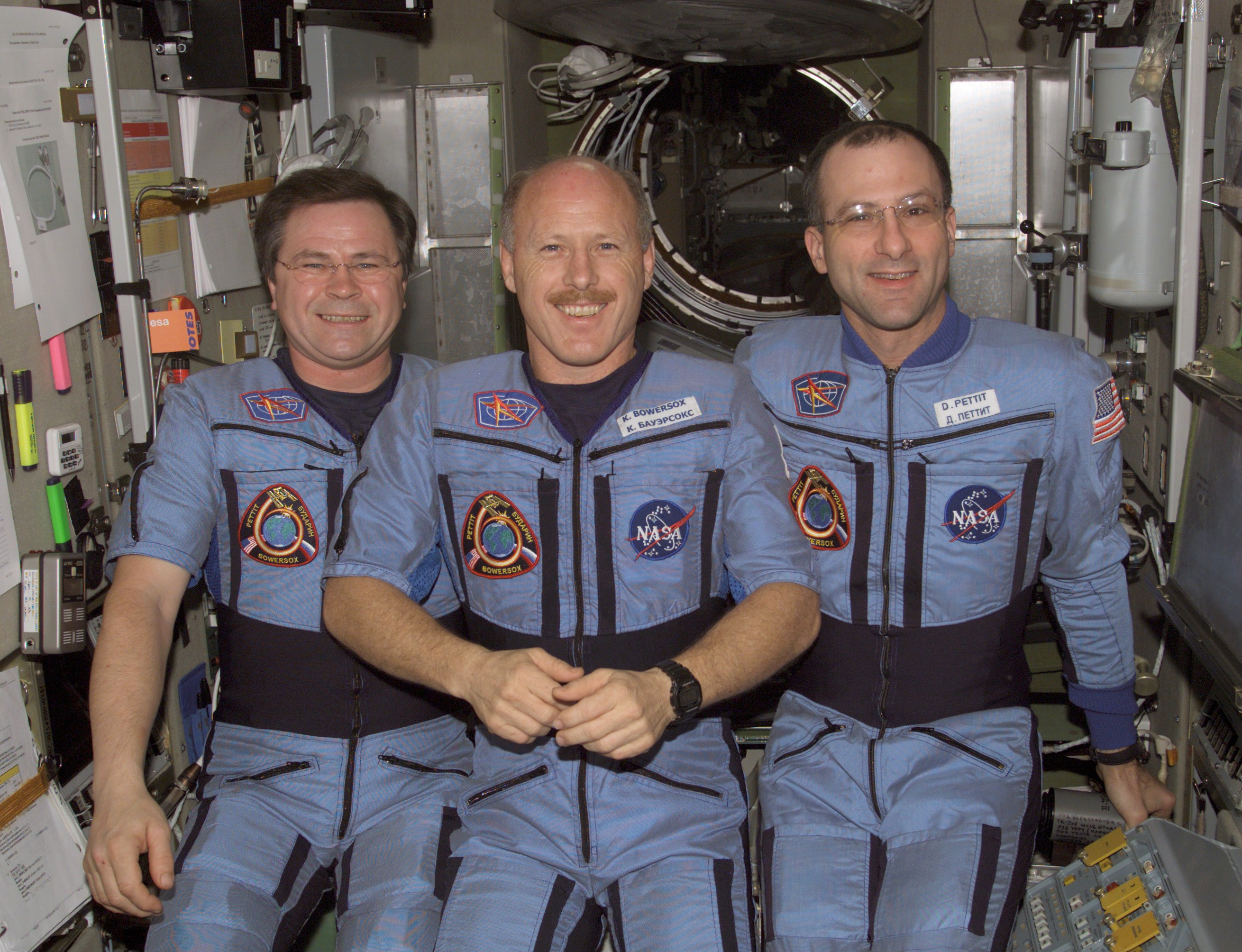
A tripulação no módulo Zvezda.